# Hans Schäufelin

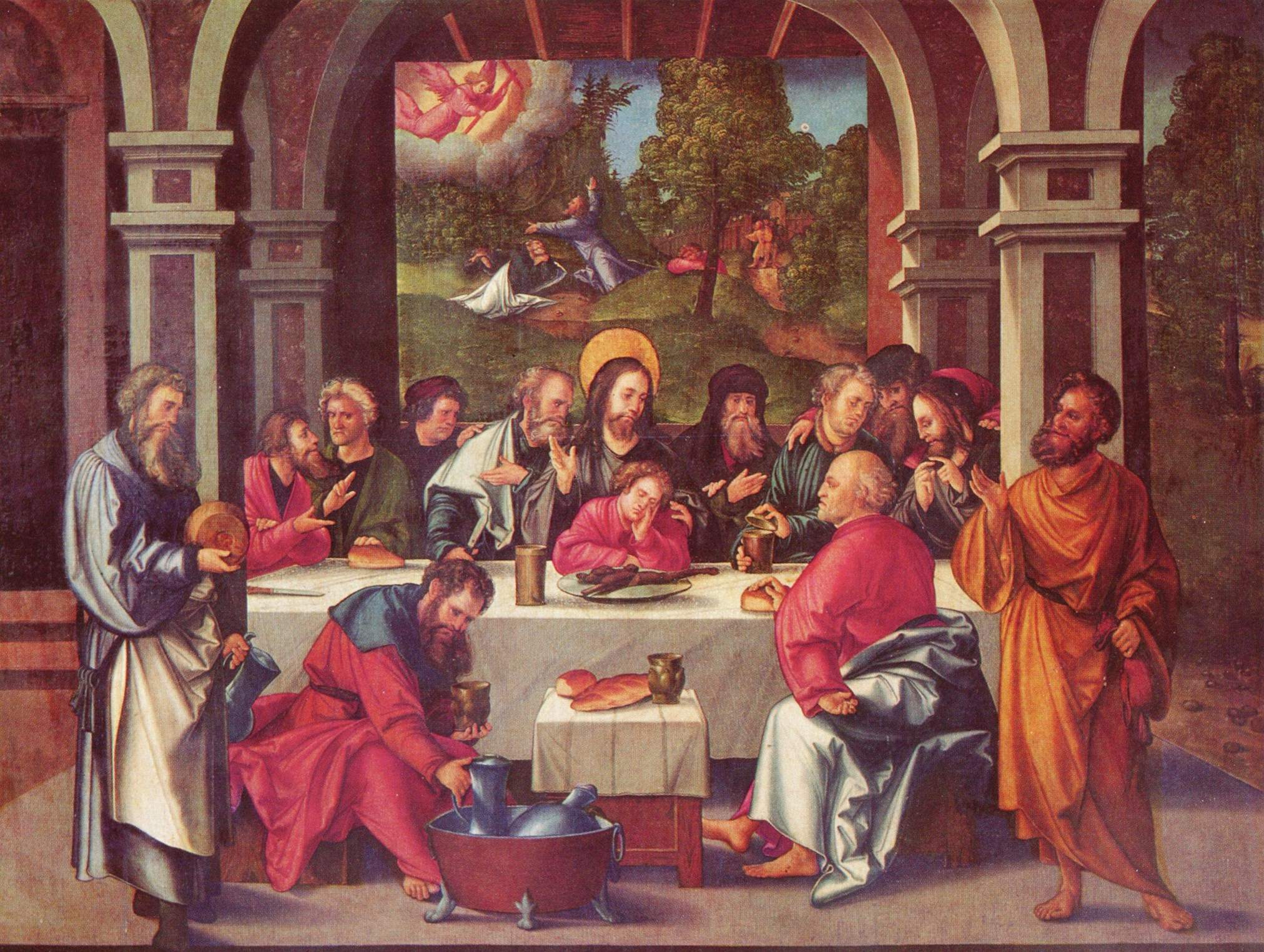
Abendmahl, 1515 im Ulmer Münster

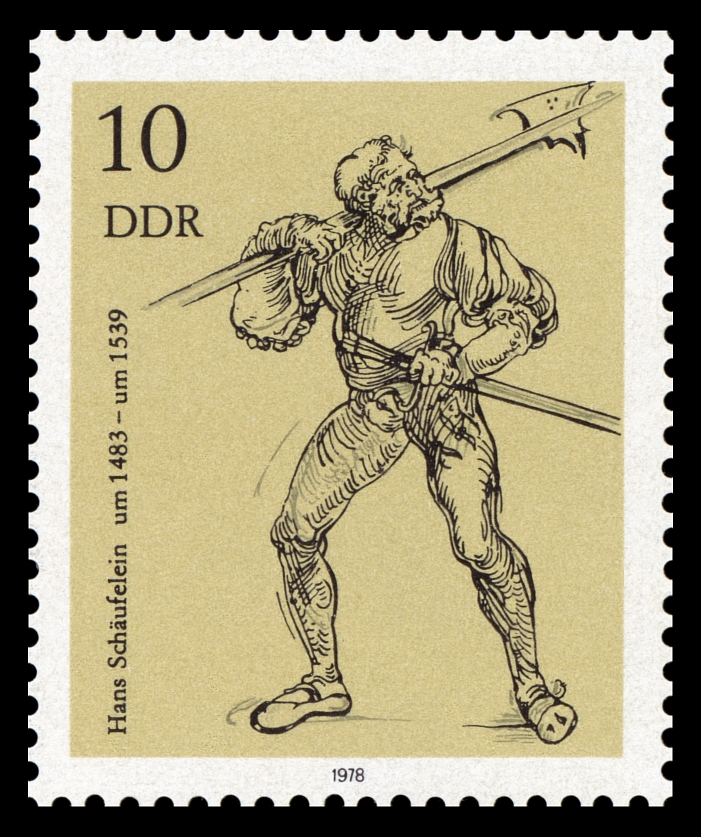
Kupferstichkabinett Berlin – Briefmarke der DDR – 10 Pf – Hans Schäufelin.

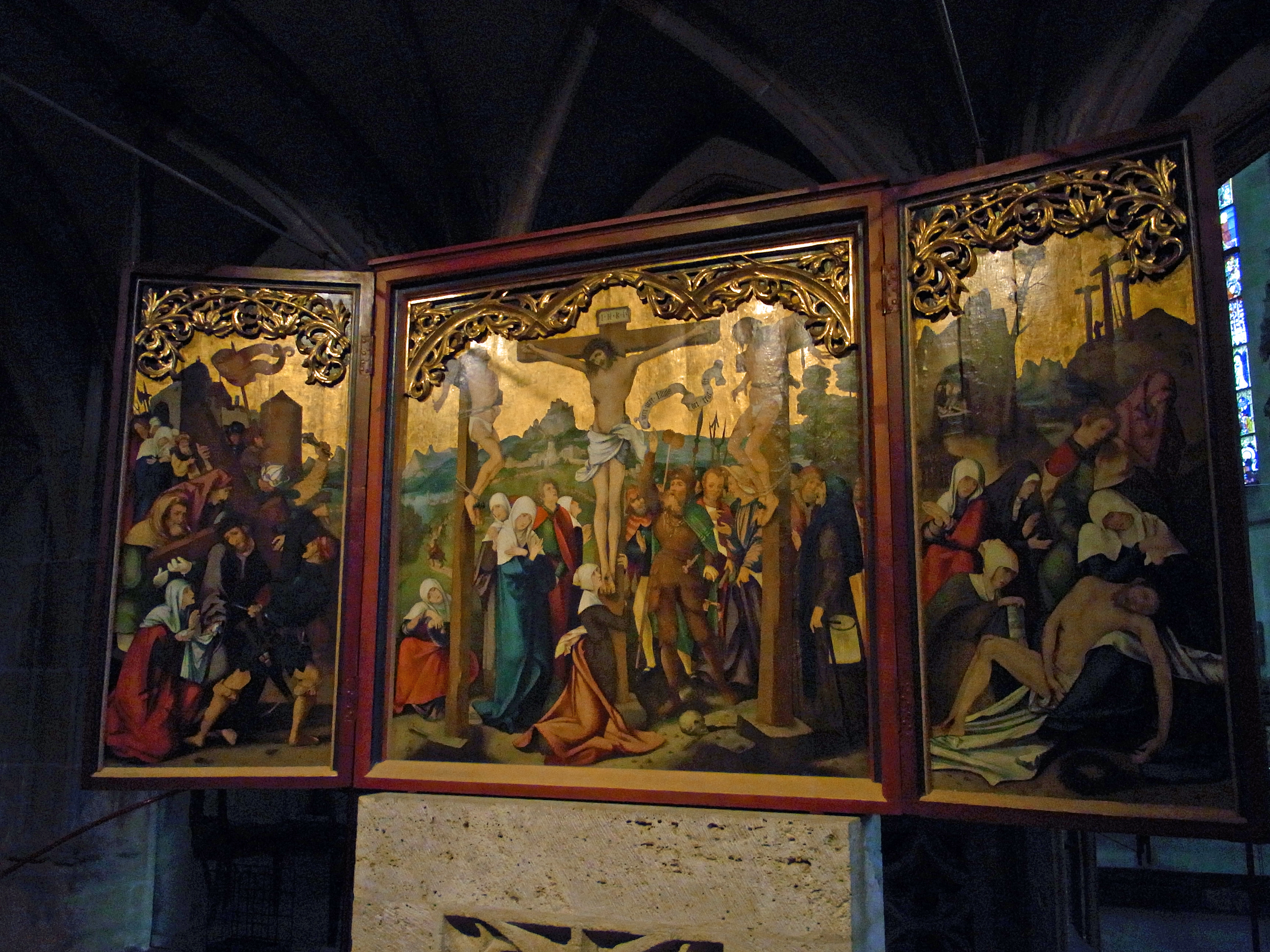
Der Flügelaltar in der Tübinger Stiftskirche St. Georg aus dem Jahre 1521

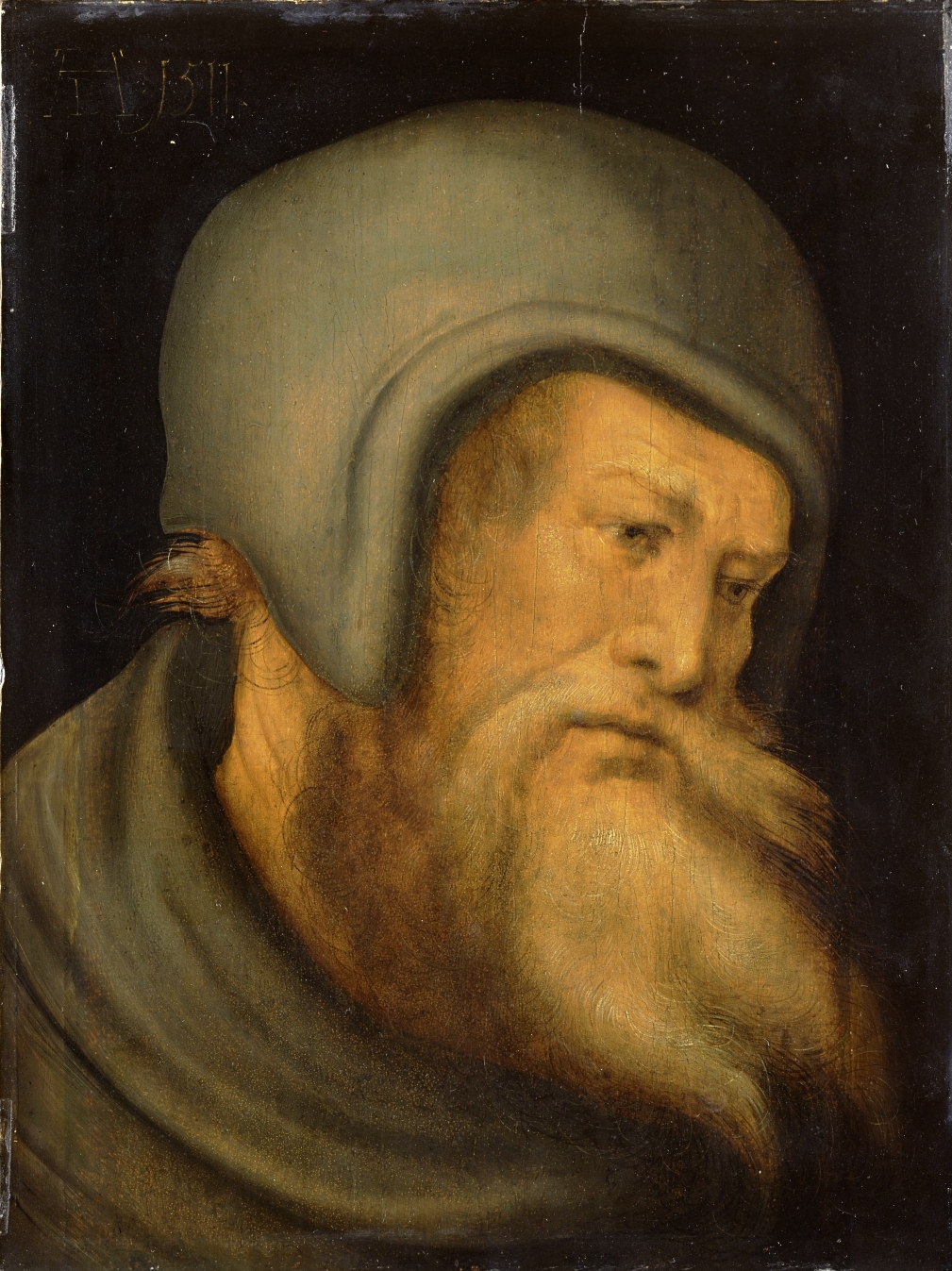
Der Kopf des bärtigen Mannes, ein Werk des Jahres 1511

Hans (Leonhard) Schäufelin (auch Schäufelein, Hans Schäuffelein, Scheifelen, Scheuflin) (* um 1480/1485 wahrscheinlich in Nürnberg; † um 1538 oder 1540 in Nördlingen) war ein deutscher Maler, Grafiker, insbesondere Holzschneider und Buchillustrator der Dürerzeit mit dem Künstlerzeichen einer Schaufel. Sein häufig angeführter zweiter Vorname Leonhard ist in älteren Quellen nicht nachweisbar.
Er erreichte vor allem Bekanntheit durch seine zahlreichen Holzschnitte, die er teilweise im Auftrag Kaiser Maximilians I. fertigte (Theuerdank, Weißkunig).

## Leben
Über die ersten zwei Jahrzehnte seines Lebens ist wenig bekannt. 1503 bis 1507 arbeitete er in der Werkstatt Albrecht Dürers in Nürnberg, wo er das großformatige sog. Ober St. Veiter Retabel für das Nürnberger Sebastiansspital ausführte (heute Wien, Diözesanmuseum). Sein erstes eigenständiges und größeres Werk der Tafelmalerei, Die Flucht nach Ägypten, stammt aus dem Jahr 1504 und ist stark von Dürer beeinflusst, zu dessen drei wichtigsten Schülern neben Hans Baldung, genannt Grien, und Hans von Kulmbach er gehörte und in dessen künstlerischer Nachfolge er stand. 1505 war Schäufelin in seinem malerischen Können bereits so weit gediehen, dass er den Auftrag erhielt, den von Albrecht Dürer begonnenen Passionsaltar für den Kurfürsten Friedrich III. (Sachsen), den Weisen, zu vollenden, während Dürer seine zweite Italienreise antrat. Im gleichen Jahr wurde in Nürnberg Der beschlossen gart des rosenkrantz mariae gedruckt, ein Werk von Ulrich Pinder, zu dem Schäufelin 337 Holzschnitte beigesteuert hat und das nicht zuletzt aufgrund seiner Holzschnitte gerühmt wurde; für Pinders späteres Werk Speculum passionis domini nostri Iesu Christi (1519) schuf er 29 Holzschnitte.
1507 bis 1508 stand Schäufelin im Dienste Hans Holbeins des Älteren in Augsburg, wo er zu einem eigenen, von Dürer losgelösten Stil fand. Dies zeigt sich in seinem Abendmahl (1515) für das Münster in Ulm und im Marien- und Passionsaltar, den er für die Kirche des 1537 aufgelösten Kloster Auhausen schuf.
Zwischen 1508 und 1510 führt er Arbeiten in Südtirol aus. Von 1510 bis 1515 ist er nochmals in Augsburg nachweisbar.
1515 wurde er Stadtmaler von Nördlingen, wo er bis zu seinem Lebensende wirkte. 1515 wurde Schäufelin auch ein Bürger dieser Stadt. Für das dortige Rathaus schuf er noch im selben Jahr ein großes Fresko. Zu Schäufelins Spätwerk gehören der sogenannte Ziegler-Altar und der Christgartner-Altar (1521 bzw. 1525). 1510–1516 schuf er außerdem einige Holzschnitte für Kaiser Maximilian I.
Um 1535 schuf Schäufelin ein Kartenspiel, das heute als einer der Höhepunkte der Spielkartenproduktion des 16. Jahrhunderts gewertet wird.
Im Alter von ungefähr 55 Jahren starb Schäuffelein wahrscheinlich zwischen 1538 oder 1540 in Nördlingen.
Sein Sohn Hans wurde ebenfalls Maler und ließ sich in Freiburg in der Schweiz nieder.

## Werke (Auswahl)

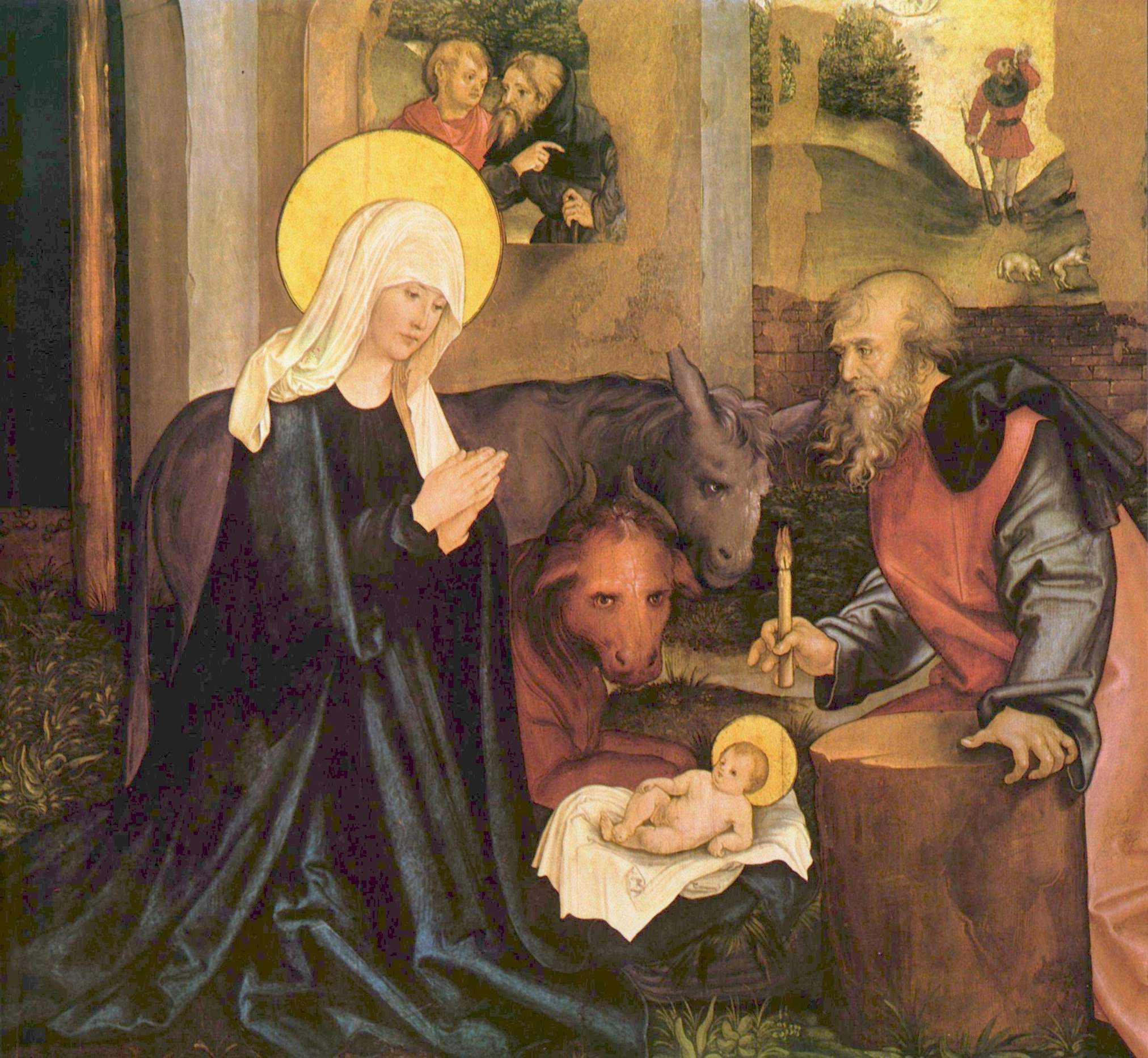
Marien- und Passionsaltar, Flügel: Geburt Christi

Schäufeleins Kunst steht ganz unter dem Einfluss Dürers, seine Zeichnung und sein Kolorit geraten aber oft ins Handwerksmäßige, und seine Charakteristik leidet an Übertreibung. Sein umfangreiches Werk umfasst über 50 Altäre und Tafelbilder, 1214 Holzschnitte und über 80 Handzeichnungen, Entwürfe für Glasfenster und eine Reihe von Zuschreibungen.
- Die Flucht nach Ägypten, 1504.
- Anbetung der Könige, um 1504–1505; Holz, 51 × 37 cm. Innsbruck, Tiroler Landesmuseum Ferdinandeum
- Abschied Christi von seiner Mutter, um 1506; Holz, 45 × 17 cm.
- Bildnis eines jungen Mannes, um 1507; Holz, 41 × 32 cm. Warschau, Muzeum Narodowe.
- Passionsszenen auf den Außenseiten des Schnatterpeck-Altars, 1508, Pfarrkirche Niederlana[4]
- Christus am Ölberg, um 1508; Nadelholz, 122,8 × 135 cm. Hamburg, Kunsthalle
- Geburt Christi, um 1508; Tanne, 123,4 × 134,9 cm. Hamburg, Kunsthalle
- Die Anbetung der Heiligen Drei Könige, Die Geißelung Christi (Innen- und Außenseite eines Altarflügelteils), 1508/09; Tempera und Öl auf Nadelholz, 143,3 × 136 cm. Stuttgart, Staatsgalerie.[5]
- Abendmahl, 1511; Holz, 79 × 106 cm. Berlin, Gemäldegalerie (Stiftung Preußischer Kulturbesitz).
- Bärtiger Mann, 1511; Holz, 31 × 20 cm. Kreuzlingen (Schweiz), Sammlung Heinz Kisters.
- Bartloser Mann, 1511; Holz, 31 × 20 cm. Kreuzlingen (Schweiz), Sammlung Heinz Kisters.
- Krönung Mariä (Flügelaltar), 1513. Auhausen, Pfarrkirche (ehemalige Klosterkirche St. Maria).
- Die siegreiche Verteidigung der Stadt Bethulia gegen den Feldherrn Holofernes (mit der Geschichte von Judith und Holofernes), 1515; Wandgemälde. Nördlingen, Rathaus, Bundesstube.
- Abendmahl, 1515; Holz, 129 × 176 cm. Ulm, Münster.
- Altarwerk mit der Beweinung Christi. Nördlingen, St. Georgskirche.
- Die Heimsuchung (Tafel aus dem Hohlheimer oder ursprünglich Kleinerdlinger Altar), Fürstliche Sammlungen Liechtenstein[6][7]
- Die himmlischen und die irdischen Freuden, um 1520. Schwerin, Staatliches Museum
- Flügelaltar, 1521. Tübingen, Stiftskirche St. Georg
- Himmelfahrt Mariae, 1521. Nördlingen, Rathaus.
- Christus als Schmerzensmann, 1522; Holz, 140 × 135 cm. Nördlingen, Stadtmuseum.
- Anbetung des Lammes, 1538; Holz, 96 × 154 cm. Berlin, Gemäldegalerie (Stiftung Preußischer Kulturbesitz).
- Portrait eines Mannes, 1507; Holz. Washington, DC (National Gallery).
- Fünf Szenen eines Passionsaltars, 1506/07, Holz, Berlin, Gemäldegalerie (Stiftung Preußischer Kulturbesitz).
  - Christus nimmt Abschied von seiner Mutter, zwei Flügel, je 48 × 19 cm
  - Christus am Ölberg, 24 × 19 cm
  - Die Geißelung Christi, 24 × 19 cm
  - Die Dornenkrönung Christi, 24 × 19 cm
  - Beweinung Christi, 24 × 19 cm

Er hat auch viele Zeichnungen für den Holzschnitt geliefert, darunter 118 Blätter für den Theuerdank und eine Passion in 35 Blättern (1507).

## Auktionen
- 1825 in Nürnberg: Ein alter deutscher Ritter führet eine Edelfrau.[8]